# Jaborosa leucotricha
Jaborosa leucotricha là loài thực vật có hoa trong họ Cà. Loài này được (Speg.) Hunz. mô tả khoa học đầu tiên năm 1977.